# Dmitriy Donskoi (TK-208)
Dmitriy Donskoy (TK-208) é um submarino de mísseis balísticos nucleares da marinha russa.

## História
O número de casco TK-208 foi o navio principal da terceira geração soviética Projeto 941 classe Akula (nome de relatório da OTAN: Typhoon) de submarinos de mísseis balísticos. Ela foi entregue no estaleiro de Sevmash, Tsekh nº. 55, em Severodvinsk em 30 de junho de 1976 e lançado ao mar em setembro de 1980.Possui 175 metros de extensão. Com o descomissionamento e desmantelamento de seus barcos irmãos Typhoon (TK-202, TK-13, Simbirsk, Arkhangelsk, Severstal e TK-210), tornou-se o maior submarino do mundo em serviço ativo, um registro realizado junto com outros submarinos da classe Typhoon.
Em 1990, ele entrou na doca seca em Severodvinsk para atualizações e reparos. Devido a problemas econômicos e tecnológicos, a conclusão foi severamente adiada. Em 2000, o trabalho no submarino foi intensificado.
Em junho de 2002, agora servindo na Marinha russa, o TK-208 finalmente deixou a doca seca de Severodvinsk. Após 12 anos de revisão e modificações, ela já recebeu o nome Dmitriy Donskoy, nomeado após o Grão-Duque de Moscou Dimitry Donskoy (1359-1389), o fundador de Moscou. Os vinte lançadores para os mísseis R-39 que originalmente carregou foram substituídos por lançadores para o mais avançado míssil balístico lançado por submarino até à data, RSM-56 Bulava. Embora tenha sido construída como um submarino de terceira geração, o navio agora é chamado de submarino de quarta geração devido a suas extensas modificações.

## Mísseis
O primeiro lançamento de um míssil Bulava foi realizado pelo Dmitriy Donskoy em 27 de setembro de 2005. O navio foi exposto e disparou o míssil de um ponto no Mar Branco. Em 21 de dezembro de 2005, o novo sistema de mísseis foi testado sob a água pela primeira vez. Ele atingiu com sucesso um alvo no Kura Test Range na Península de Kamchatka.
Em agosto de 2009, o Patriarca Kirill visitou o submarino e conheceu seus tripulantes.
Em 9 de dezembro de 2009, Dmitriy Donskoy lançou um míssil Bulava. A terceira etapa do míssil falhou, e foi visível na Noruega fazendo uma espiral brilhante no céu.
Em 7 de outubro de 2010, o submarino lançou outro míssil balístico Bulava do Mar Branco. Os alvos da Kura Missile Test Range no Extremo Oriente russo foram atingidos com êxito.